# Турция на зимних Паралимпийских играх 2018
Турция на зимних Паралимпийских играх 2018 года в Пхёнчхане была представлена одним спортсменом (Мехмет Секик) в соревнованиях по горнолыжному спорту.

## Состав и результаты соревнований

### Горнолыжный спорт

#### Мужчины
| Соревнования      | Класс | Спортсмены   | Заезд 1/ Скоростной спуск | Заезд 1/ Скоростной спуск | Заезд 2/ Слалом | Заезд 2/ Слалом | Время   | Место |
| Соревнования      | Класс | Спортсмены   | Время                     | Место                     | Время           | Место           | Время   | Место |
| ----------------- | ----- | ------------ | ------------------------- | ------------------------- | --------------- | --------------- | ------- | ----- |
| Слалом            | Стоя  | Мехмет Секик | 1:16.53                   | 27                        | DNF             | DNF             | —       | —     |
| Гигантский слалом | Стоя  | Мехмет Секик | 1:27.18                   | 38                        | 1:28.56         | 30              | 2:55.74 | 30    |